# Graniczna Placówka Kontrolna Zasieki

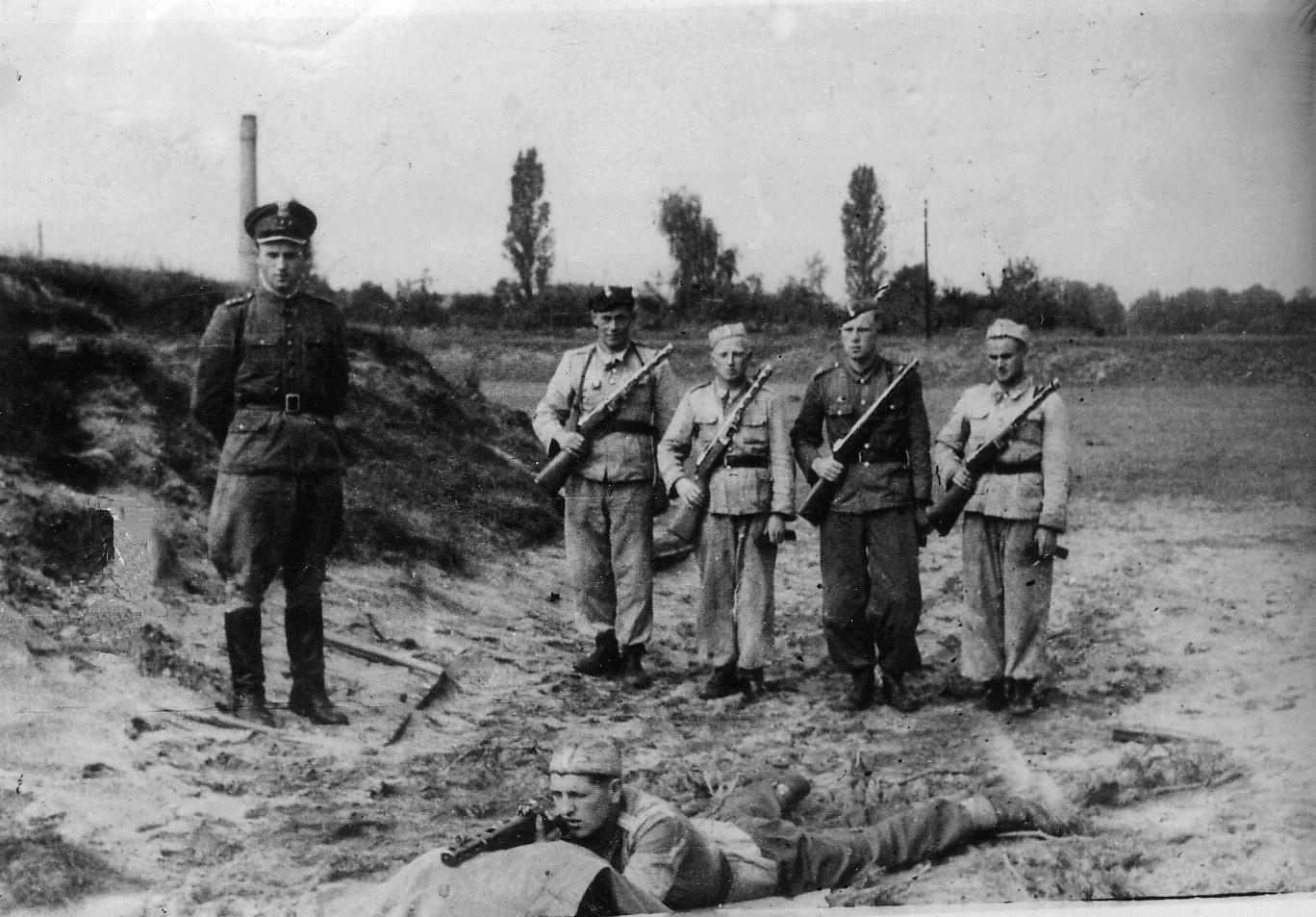
Żołnierze GPK Zasieki (1953)

Graniczna Placówka Kontrolna Zasieki – zlikwidowany pododdział Wojsk Ochrony Pogranicza wykonujący kontrolę graniczną osób, towarów i środków transportu bezpośrednio w przejściu granicznym na granicy polsko-niemieckiej

## Formowanie i zmiany organizacyjne
Do końca 1954 Graniczna Placówka Kontrolna Zasieki (GPK Zasieki) pod względem operacyjnym podporządkowane było bezpośrednio pod sztab 9 Brygady WOP w Krośnie Odrzańskim, a pod względem logistycznym przydzielone było do 91 batalionu WOP w Tuplicach. 
W 1955 rozformowana została GPK Zasieki, a przejście graniczne podporządkowano Strażnicy WOP Zasieki. W związku z tym na strażnicy WOP Zasieki utworzono etaty starszego kontrolera i 2 kontrolerów.
Później GPK odtworzono.
1 lipca 1965 WOP podporządkowano Ministerstwu Obrony Narodowej, Dowództwo WOP przeformowano na Szefostwo WOP z podległością Głównemu Inspektoratowi Obrony Terytorialnej. Do Ministerstwa Spraw Wewnętrznych odeszła cała kontrola ruchu granicznego oraz ochrona GPK. Tym samym naruszono jednolity system ochrony granicy państwowej. Placówka w Zasiekach weszła w podporządkowanie Wydziału Kontroli Ruchu Granicznego Komendy Wojewódzkiej Milicji Obywatelskiej, kontrolę graniczną wykonywali funkcjonariusze Milicji Obywatelskiej podlegli MSW.
1 października 1971 WOP został podporządkowany pod względem operacyjnym, a od 1 stycznia 1972 pod względem gospodarczym MSW. Do WOP powrócił cały pion kontroli ruchu granicznego wraz z przejściami. Przywrócono jednolity system ochrony granicy państwowej. GPK Zasieki podlegała bezpośrednio pod sztab 9 Lubuskiej Brygady WOP w Krośnie Odrzańskim.

## Ochrona granicy

### Podległe przejścia graniczne
- Zasieki-Forst (kolejowe).

## Dowódcy/komendanci granicznej placówki kontrolnej
- por. Stanisław Sadowski (do 1952)
- ppor. Edward Dekiert (od 1952)
- por. Jan Kot (od 24.02.1962)
- kpt. MO/kpt. Józef Kowalski (01.06.1970–31.10.1972)[1]
- ppor. Stanisław Rosłon (01.11.1972–04.01.1974)
- kpt. Stanisław Sikora (1974)
- kpt. Jerzy Lech (od 17.06.1974)
- kpt. Rogowski[7]
- por. Zbigniew Łuczaj[7]
- kpt. Adam Świetlikowski[7]
- kpt. Władysław Lech[7].